# Charles Barrois (réalisateur)
Pour les articles homonymes, voir Charles Barrois et Barrois (homonymie).
Charles Barrois, Charles André Barrois de son nom complet, est un réalisateur et acteur français, né le 15 mars 1890 à Paris (11e), où il est mort le 11 décembre 1940.

## Filmographie

### Réalisateur
- 1934 : On demande une brute (court métrage), interprété par Jacques Tati
- 1934 : Trois de la marine
- 1935 : Aux portes de Paris, coréalisé avec Jacques de Baroncelli

### Acteur
- 1918 : La Faute d'orthographe de Jacques Feyder - court métrage -
- 1925 : Visages d'enfants de Jacques Feyder
- 1926 : Carmen de Jacques Feyder - Lillas Pastia
- 1926 : Gribiche de Jacques Feyder - Marcelin
- 1927 : L'Île de la passion de Peter Paul Felner - Kedril
- 1928 : Thérèse Raquin de Jacques Feyder - Michaud
- 1928 : L'Équipage de Maurice Tourneur - Marbot
- 1929 : Les Nouveaux Messieurs de Jacques Feyder - Le directeur du théâtre
- 1930 : Le Procureur Hallers de Robert Wiene - Le commissaire
- 1931 : Partir de Maurice Tourneur - Le commissaire de bord
- 1932 : Le Champion du régiment de Henri Wulschleger -  Le capitaine
- 1932 : Gitanes de Jacques de Baroncelli - Charles
- 1934 : Brevet 95-75 de Pierre Miquel -  Mareuil

### Assistant Réalisateur
- 1923 : Visages d'enfants de Jacques Feyder
- 1925 : Gribiche de Jacques Feyder
- 1926 : Carmen (3 000 m) de Jacques Feyder
- 1929 : La Tentation de René Leprince et René Barberis
- 1931 : Tout ça ne vaut pas l'amour de Jacques Tourneur
- 1932 : Affaire classée ou Le Coup de minuit (court métrage) de Charles Vanel
- 1933 : Les Ailes brisées  d'André Berthomieu
- 1934 : Le Grand Jeu de Jacques Feyder
- 1935 : La Kermesse héroïque de Jacques Feyder
- 1939 : La Piste du nord de Jacques Feyder
- 1940 : L'Homme qui cherche la vérité, d'Alexander Esway
- 1945 : Fausse Alerte de Jacques de Baroncelli

### Directeur de la photographie
- 1938 : Sommes-nous défendus ? de Jean Loubignac (en collaboration avec  Hervé Missir, René Colas, Gaston Chelle)